# Чеботарёв, Павел Петрович
Павел Петрович Чеботарёв (1923, г. Ростов-на-Дону, СССР — 1945, г. Берлин, Германия) — полный кавалер Ордена Славы, наводчик орудия 172-го гвардейского стрелкового полка, гвардии старший сержант.

## Биография
Павел Петрович Чеботарёв  родился 16 июля 1923 года в городе Ростов-на-Дону в семье рабочего. Русский. До службы в армии кончил 7 классов, работал слесарем в кузнечно-прессовом цехе на заводе. В РККА и в боях Великой Отечественной войны — с октября 1943 года.
Замковый орудия батареи 45-мм пушек 172-го гвардейского стрелкового полка (57-я гвардейская стрелковая дивизия, 8-я гвардейская армия) гвардии рядовой Чеботарёв П.П. на заднестровском плацдарме, в районе села Вайново (Григориопольский район, Молдавия), с 10 по 13 мая 1944 года, участвовал в отражении контратак противника. За это время расчет уничтожил 2 танка, 5 пулеметных точек, свыше 15 пехотинцев. 20 мая 1944 года награждён Орденом Славы 3-й степени.
С 29- по 30 января 1945 года, в бою на подступах к населенному пункту Мезеритц (Германия - ныне город Мендзыжеч, Польша), прямой наводкой разбил около 10 автомашин с военными грузами, 4 пулемета, рассеял свыше взвода пехоты противника. 21 февраля 1945 года награждён Орденом Славы 2-й степени.
17 апреля 1945 года, в боях на Зеловских высотах и при штурме города Зелов (Германия), наводчик орудия гвардии сержант Чеботарёв П.П., вместе с расчётом, вывел из строя полевое орудие противника, 5 пулеметных точек, истребил более 10 гитлеровцев. 31 мая 1945 года посмертно награждён Орденом Славы 1-й степени.
Павел Петрович Чеботарёв погиб в бою в городе Берлин 27 апреля 1945 года.

## Награды
- Орден Славы I степени. Указ Президиума Верховного Совета СССР от 31 мая 1945 года.
- Орден Славы II степени. Приказ Военного совета 8 гвардейской армии № 448/н от 21 февраля 1945 года.
- Орден Славы III степени (№ 65233). Приказ командира 57 гвардейской стрелковой дивизии № 056 от 20 мая 1944 года.